# Archachatina bicarinata
Archachatina bicarinata es una especie de molusco gasterópodo de la familia Achatinidae en el orden de los Stylommatophora.

## Distribución geográfica
Es  endémica de Santo Tomé y Príncipe.